# محمد رؤف
محمد رؤف (12 أغسطس 1875 - 23 ديسمبر 1931) هو كاتب وشاعر تركي.

## حياته
ولد في إسطنبول وبدأ الاهتمام بالأدب في سن صغير. ذهب إلي المدرسة البحرية. وتعلم اللغة الإنجليزية واللغة الفرنسية. وقد كان يتابع أثار خالد ضياء ويهتم باتجاهاته الواقعية عن قرب. وقد قرأ للكاتب الفرنسي باؤل برجت وتأثر به. ومنذ عام 1896 بدأ يكتب في جريده ثروه الفنون وقدم أعمال متنوعه في الروايات والقصص والمسرح. أعطي أهميه كبيره للتحليلات الفسكولوجيه. ولهذا السبب عدد الأبطال في أعماله قليل. وقد أخذ في رواياته موضوع علاقات الحب المارة بين العائلات المرموقه التي تعيش في إسطنبول عامه وفي منطقته. ومن حين لاخر كان يكتب الشعر أيضا.

## أعماله التي قدمها
رواياته
- سبتمبر(أول روايه فيسكولوجيه).
- غرام الغد.
- قرنفل وياسمين.
- قلب الفتاة الشابة.
- توت العليق.
- آخر نجمه.
- طوبا.
- النجاة.
- الجرح.
- قطرة الدم.
- الكنز.
- حكاية زنبق.
- داراندم.
- تاريخ الحب.

## كتب القصص
- احتضار.
- آخر أمل.
- إمرأه الحب.
- ليالي الحب القديمة.
- عشق العيون.
- بعشق.
- اللؤلؤه السوداء.
- بين السيدات.
- مثل المراوح.
- إذا أرادت المرأة.

## قصائد النثر
- اللألئ السوداء.
- كاظم.
- الخريف.

## مسرحياته
- القصر الوردي.
- اثنان من القوات.
- من المطر إلي الملء.
- المخلب 1920. وصفي وفريده الذي يعد كل منهما متزوجا عاشا علاقه ممنوعه.وعندما علم زوج فريده بهذه الحالة قرر قتل وصفي. ومن جانب آخر كان يوجد إعجاب من طرف برتيف لليمان.ولكن ليمان لم تكن معجبه ببرتيف. ولقد وضع برتيف خطه لليمان من اجل أن يتزوجها. ولكن عندما يستطيعوا الإمساك بالخادمه وبشير معا سيظهر كل شيء. وقد تمسك برتيف الذي كان رجلا لآخر لدرجه بتوصيه وتحذير زوج أخته له. سيختار زوجته المستقبلية من بين النساء الفاضلات. أما وصفي الذي جرح من قبل زوج فريده، وجد الاهتمام بشفقه مجددا من زوجته التي تركته.
- النمس 1920. في الحقيقة ان لميا التي تحب ابن خالتها عزمي تزوجت بالقوة من رافيك. ومع نميمهالتي كانت تخرجها مربيه المنزل جهز رفيق الأرض ليقتل عزمي ولميا.
- الجدال 1911. تزوج مجدي الذيتعلم في باريس من ابنت عمته نسمه.وبعد فتره من الوقت عاش علاقه سريه مع بهيجه خادمه عمته. وقبل ان يظهر هذا العمل جاء تقرير لزوج بهيجه في بلد اخر وذهبوا. وعاد مجدي هو الآخر لزوجته. تولي في هذا العمل ممثلين كباراماكن مهمه.
- الشوكة 1911. لم يكن نفي بك يدخر المال لزوجته وابنته بيختار وفوق ذلك لم يكن لهم سلطان. طلب حامي بك الذي كان واحدا من اغنياء المنطقة يد بيختار بالخطأ.وبينما كانت عائله بيختار تؤسس أحلامها الغنية ظهر أصل الحدث.

## روابط خارجية
- محمد رؤف على موقع IMDb (الإنجليزية)